# Калякін Сергій Іванович
Сергій Іванович Калякін (біл. Сяргей Іванавіч Калякін; нар. 16 червня 1954, Мінськ — пом. 15 серпня 2024) — білоруський лівий політичний діяч і опозиціонер, член Верховної Ради Республіки Білорусь XIII скликання. Перший секретар Центрального комітету Комуністичної партії Білорусі та Білоруської партії лівих «Справедливий світ».
У 1977 році він закінчив Мінський радіотехнічний інститут за спеціальністю «Радіоінженер». У 1992 році він отримав диплом політолога у Білоруському державному університеті. Він був членом КПРС з 1977 року. У 1991 році він приєднався до нещодавно сформованої Комуністичної партії Білорусі.
Калякін був кандидатом у президенти Білорусі у 2001 році і одним з потенційних кандидатів на посаду глави держави у 2006 році (після поразки на праймеріз став головою виборчого штабу Олександра Мілінкевича). У 2009 році він був обраний головою Білоруської партії лівих «Справедливий світ».
Калякін підтримує російську окупацію Криму, заявляючи, що Росія захищає людей, яких вважає своїми потенційними громадянами.
Помер 15 серпня 2024 року в Мінську після тривалої тяжкої хвороби на 72-му році життя.
Племінник Миколи Івановича Дементея, Голова Верховної Ради БРСР. Одружений, має двох дітей. Атеїст.